# Млоцины (станция метро)
«Млочины» (пол. Młociny) (A23) — 21-я станция Варшавского метрополитена. Конечная станция первой линии. Открыта 25 октября 2008 года в составе участка «Слодовец» — «Млочины». Расположена в Белянах, возле улиц Каспровича, Ночинского и Группы АК «Кампинос».

## Описание станции
Станция состоит из одного подземного этажа и двух надземных павильонов, которые являются также входами на станцию. Платформы, шириной 4,5 м каждая и длиной 120 м, расположены по бокам от железнодорожных путей метрополитена, расположенных посередине. Вся станция расположена вдоль улицы Каспровича, на пересечении с улицей Ночинского. На обоих концах станции предусмотрены стационарные лестницы и эскалаторы. Северная часть станции ограничена манёвренными путями. Станция и система путей были построены таким образом, чтобы в будущем, при необходимости, была возможность продления линии метро. Возможно продление метро в одном из направлений:
- на север, в сторону Ломянок.
- на запад, в сторону Хомичовки.
- на восток, через реку Висла под мостом Склодовской-Кюри (Северным).

Белянский отрезок метро Слодовец — Млоцины был построен открытым способом.

## Технические характеристики станции
- Длина станции — 142 м
- Площадь — 3 550 м²

## Строительство станции
- Дата проведения тендера на генерального подрядчика — 23 декабря 2005 года Выбрана компания-консорциум PeBeKa S.A./PRG Metro S.A. Станция метро с путями (без перехода) была разработан архитектурной студией AMC — Andrzej М. Choldzynski Sp. и Office Project Metroprojekt Sp.
- Дата соглашения с генеральным подрядчиком — 14 июня 2006 года.
- Дата завершения строительства — август 2008 года.

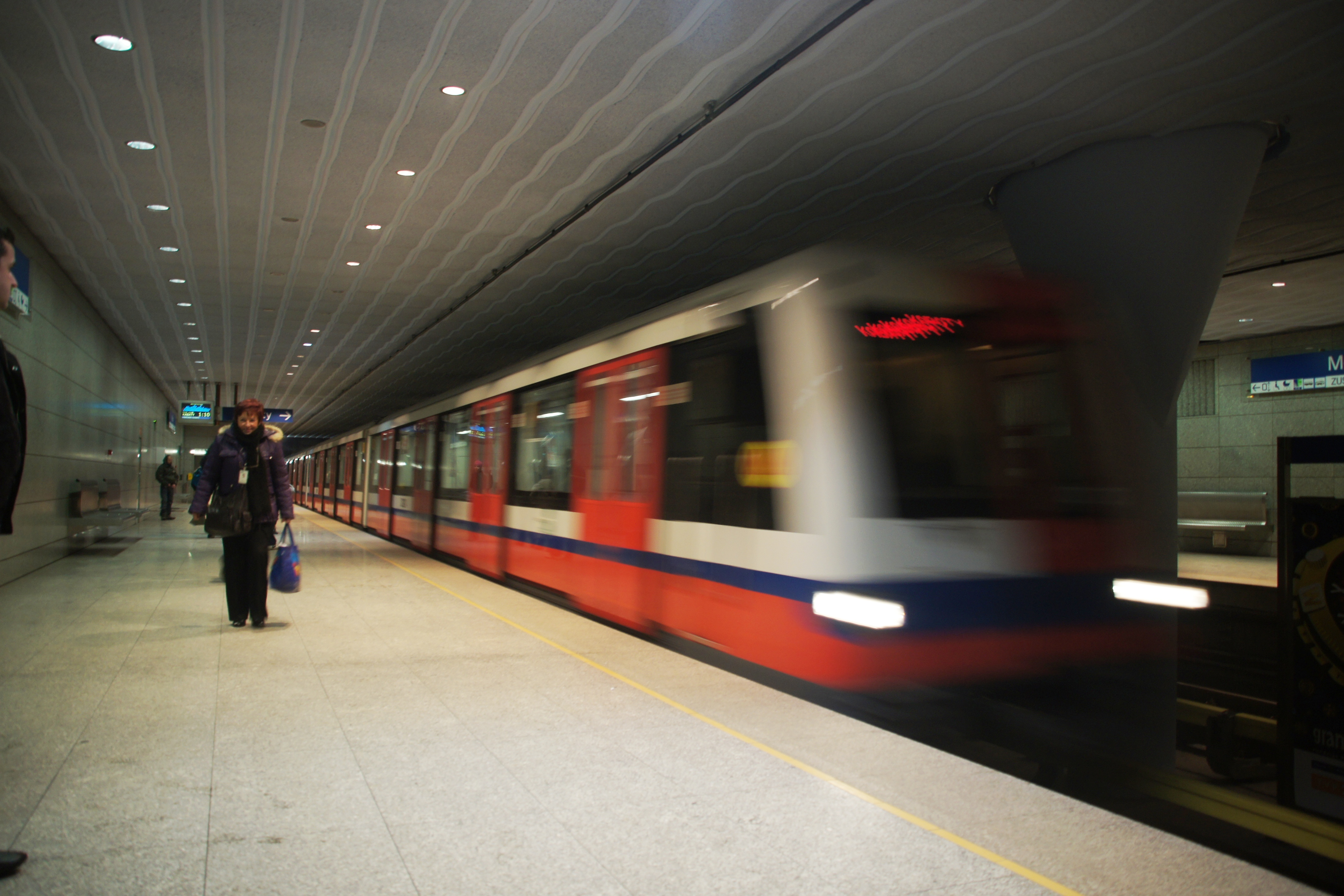
Поезд прибывает на станцию

- Введен в пассажиропоток — 25 октября 2008 года.
- Строительство станции и перехода длилось ок. 23 месяцев.
- Стоимость строительства станции и коммуникационного узла — 296 947 986 злотых.

Запуск земляных работ на станции Млоцины был задержан на срок ок. 2-х месяцев из-за спора между владельцем недвижимости на территории здания станции и городскими властями.
Дата завершения строительства станции Млоцины является также датой завершения строительства всей линии М1 Варшавского метро. Вся линия доступна для пассажиров с 25 октября 2008 года.

## Транспортный узел
Рядом со станцией расположены остановки автобусов и трамваев, а также парковка для автомобилей и велосипедов.
Вблизи станции расположены:
трамвайный узел «Метро Млоцины»
автобусный узел городских маршрутов
автобусный узел пригородных и региональных маршрутов (PKS и частные линии)
парковка для автомобилей «Parkuj i Jedź» для ок. 900 автомобилей.
выезд к шоссе Северного моста
Имеются также пункты розничной торговли и обслуживания.
Здания вокруг метро состоит из трех уровней:
- уровень 0 — узлы трамвайных и автобусных остановок, торговый пассаж и вход в метро.
- уровень 1 — парковка «Parkuj i Jedź».
- уровень 2 — парковка «Parkuj i Jedź».

Площадь всего транспортного узла ок. 401 000 м ².